# Podocnematractis
Podocnematractis ist eine Gattung der Spulwürmer mit zwei Arten. Sie sind Parasiten im Magen-Darm-Trakt bei Schienenschildkröten (Podocnemis).

## Merkmale
Podocnematractis sind Atractidae mit gewundendem, quergestreiften Körper und gut entwickelten Seitenflügeln. Der Schwanz hat bei beiden Geschlechtern einen dünnen Anhang. Die Mundöffnung liegt vorn und ist von sechs Lippen umgeben: zwei dorsolaterale, zwei ventrolaterale und zwei seitliche. Das Vorderende trägt vier Kutikula-Schilde, vier fadenförmige äußere Lippenpapillen, einen Ring von vier submedianen Kopfpapillen und zwei seitlich gelegene Amphiden. Die Halspapillen sind kuppelförmig und ragen nur leicht über die Oberfläche. Der Ösophagus ist familientypisch gegliedert. Die große Exkretionspore liegt dich vor dem kolbenförmigen Abschnitt des Ösophagus und öffnet sich in eine bauchige Kammer, die von ihr ausgehenden Kanälchen sind undeutlich. Am Hinterende finden sich neun Paare von Schwanzpapillen und ein Paar Phasmiden. Die Spicula sind dünn, das linke ist lang und hat eine spitzes Ende, das rechte kurz mit einer gespaltenen Spitze. Ein Gubernaculum ist vorhanden. Vulva und Anus liegen dicht beieinander.

## Systematik
Zur Gattung gehören folgende Arten:
- Podocnematractis colombiaensis Gibbons, Khalil & Marinkelle, 1995
- Podocnematractis ortleppi (Thapar, 1925)